# Имперский Орден Москвичей

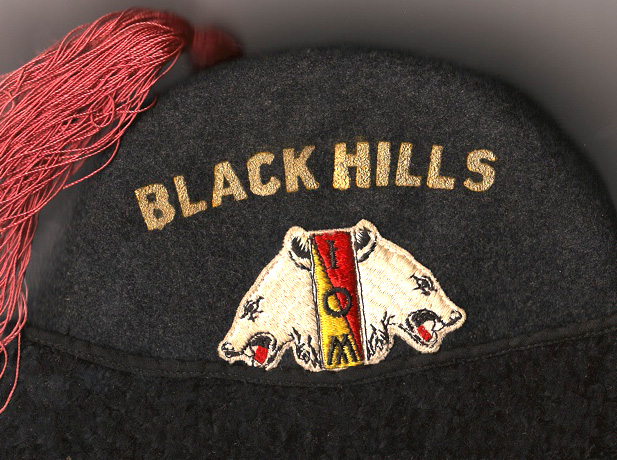
Феска Имперского Ордена Москвичей

Имперский Орден Москвичей был неофициальным, непризнанным сопутствующим органом Независимого Ордена Чудаков в США, основанным в 1894 году в Цинциннати, штат Огайо, и просуществовавшим примерно до 1921 года.
Имперский Орден Москвичей — это одна из парамасонских организаций, ритуально близкая к Шрайнерам, Древнему арабскому ордену дворян тайного святилища. Ритуальная близость орденов выражается, в первую очередь, сходством главного ритуального головного убора, фески, скроенной и сшитой адептами вручную. Как и большинство парамасонских организаций возрождённый орден занимается благотворительной и филантропической деятельностью.

## Организация
Хотя орден не находился под юрисдикцией Независимого Ордена Чудаков, членство в Москвичи было открыто только для Чудаков.
Основной орган или подразделение Ордена называли Кремлём, а его должностных лиц называли Царём, Патриархом, Регентом, Командором и так далее. Орган управления орденом был известен как Верховный Кремль и включал в себя Имперского Царя, Имперского Регента, Имперского Великого Князя, Имперского Губернатора, Имперского Советника, Имперского Министра Делопроизводства, Имперского министра финансов, Имперского Смотрителя, Имперского Инспектора, Имперскую Внутреннюю Стражу, Имперского Внешнюю Стражу и нескольких Канцлеров.

## Церемонии
Как было описано в 1933 году, посвящение в члены группы состояло из «препятствий, встреченных и преодолённых ссыльными в Сибири», а церемония состояла из «бурлеска на бывшее российское правительство». Известно, что в церемониях ордена использовались живые медведи.

## Регалии
Членская регалия ордена представляла собой угольно-серую феску с чёрной полосой меха вокруг края, украшенную эмблемой, изображающей двуглавого медведя, обрамляющую красно-жёлтое знамя, разделённое по диагонали, с вертикально расположенной легендой «IOM». Члены организации называли её русским кивером.

## Противоречия и роспуск
Орден, вероятно, вызвал разногласия среди Чудаков, и в конце концов был распущен. В протоколе Великой Ложи Иллинойса за 1910 год записано, что всем Чудакам было велено отказаться от членства в Имперском Ордене Москвичей, и что дальнейшее членство в этом органе приведёт к исключению из родительского органа.
Последние кремли были учреждены в 1921 году.
Часть ордена, по всей видимости, была поглощена вместе с другими дочерними организациями Чудаков в Древний Мистический Орден Самаритян. Из-за разногласий между членами, тем не менее, некоторые из них сепарировались и продолжали проводить общественные мероприятия, а также инициировать новых членов вплоть до 1934 года. Остатки Имперского Ордена Москвичей испытывали финансовые трудности и в 1933 году их имущество было распродано.

## Возрождение

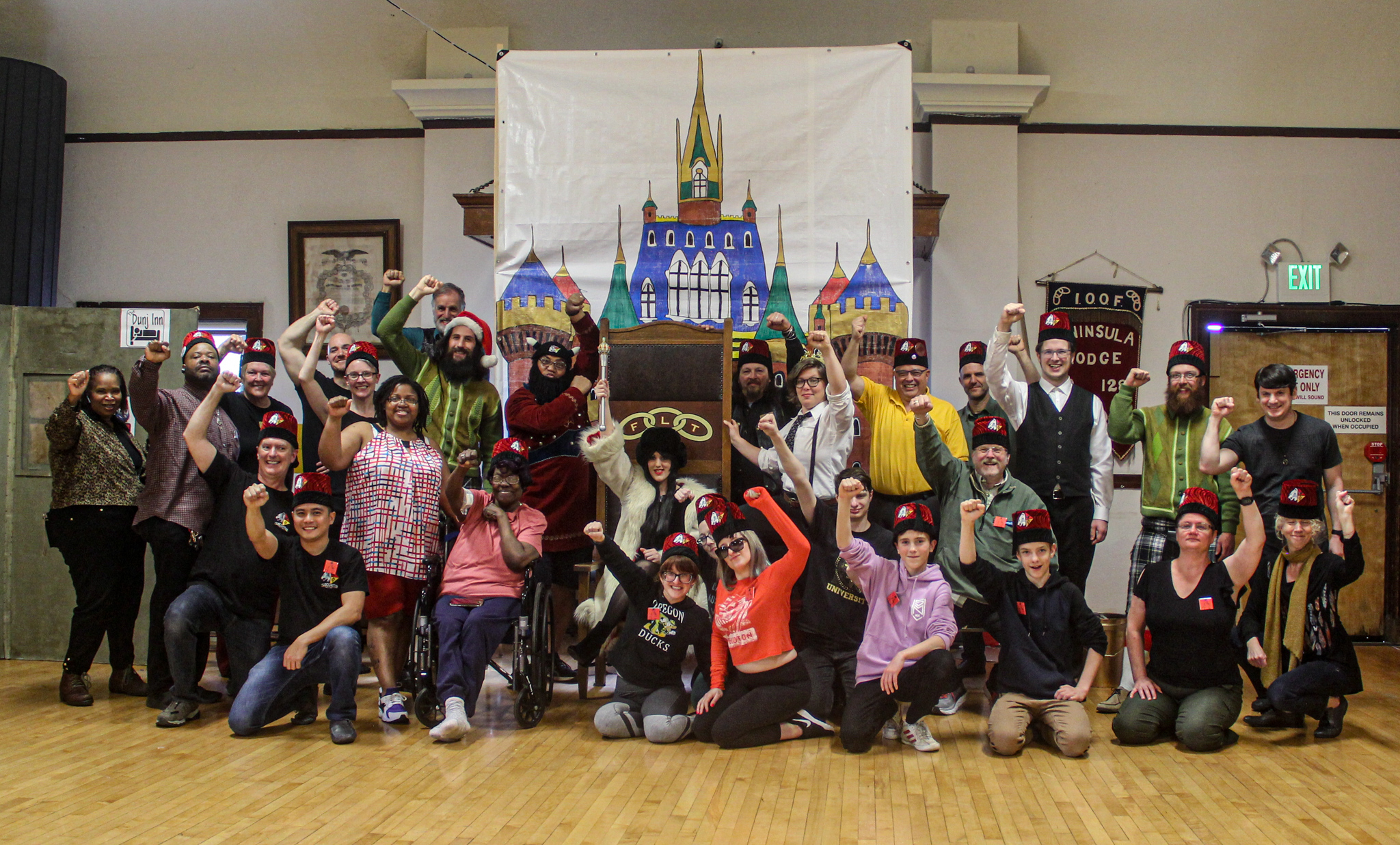
Члены Благородного Ордена Москвичей

Клаус Шерер, бывший член и бывший Великий Магистр Орегонских Чудаков, сохранил их церемонии в Ложе Портлендских Чудаков. Он, его сын Дэвид и другие скорректировали ритуал, чтобы он подходил для современной аудитории и учитывал интересы женщин. Он был проведён в апреле 2015 года в качестве благотворительного мероприятия по сбору средств. Возрождённый орден, переименованный в Благородный Орден Москвичей, теперь выдаёт степень любой организации пожертвовавшей средства, собираемые для благотворительности. С тех пор ритуал исполнялся перед благотворительными и масонскими организациями.